# بیست خیل
بیست خیل (به انگلیسی: Baist Khel) یک شهرک در پاکستان است که در ناحیه لکی واقع شده‌است.